# Kumbo Strikers FC
El Kumbo Strikers es un equipo de fútbol de Camerún que juega en la Tercera División de Camerún, la tercera liga de fútbol más importante del país.

## Historia
Fue fundado en el año 1992 en la ciudad de Kumbo tras la fusión de los equipos Samba Stico FC e IDEA FC y es conocido por ser el primer equipo del oeste del país en ganar la Copa de Camerún en el año 2000, venciendo en la final al Unisport de Bafang. Nunca han sido campeones de la Primera División de Camerún, en la cual no juegan desde la temporada 2002.
A nivel internacional han participado en 1 torneo continental, en la Recopa Africana 2001, en la que fueron eliminados en las semifinales por el Interclube de Angola.

## Palmarés
- Copa de Camerún: 1

2000
- Super Copa de Camerún: 1

2000

## Participación en competiciones de la CAF
| Temporada | Torneo          | Ronda            | Club                | Casa   | Visita | Global |
| --------- | --------------- | ---------------- | ------------------- | ------ | ------ | ------ |
| 2001      | Recopa Africana | 1                | Atlético Olympic FC | w.o. 1 | w.o. 1 | w.o. 1 |
| 2001      | Recopa Africana | 2                | Coffee FC           | 1-0    | 0-0    | 1-0    |
| 2001      | Recopa Africana | Cuartos de final | AO Evizo            | 2-0    | 1-0    | 3-0    |
| 2001      | Recopa Africana | Semifinales      | Interclube          | 0-1    | 0-3    | 0-4    |

1- Atlético Olympic abandonó el torneo.